# ミコナゾール
ミコナゾール（Miconazole）はアゾール系（イミダゾール系）抗真菌薬の一種で、皮膚・粘膜等の真菌症に適用される。1969年、ヤンセン・ファーマスーティカにより開発された。
他のアゾール系抗真菌薬と同様、真菌の細胞膜に含まれるエルゴステロールの生合成を阻害する。主として硝酸塩の形で皮膚・粘膜に適用され、単独で内服用にも適用される。真菌による頭垢・湿疹の防止用に、シャンプー・リンス・液体石鹸に配合した製品もある。またリーシュマニア症にも用いられる。
医薬用途の他に、一部のカラーフィルム製品の現像用定着液にも用いられている。
WHO必須医薬品モデル・リストに収載されている。

## 適応症

### クリーム
ミコナゾール硝酸塩クリーム剤としての適応症
- 皮膚真菌症の治療
  - 白癬：体部白癬（斑状小水疱性白癬、頑癬）、股部白癬（頑癬）、足部白癬（汗疱状白癬）
  - カンジダ症：指間びらん症、間擦疹、乳児寄生菌性紅斑、爪囲炎、外陰カンジダ症、皮膚カンジダ症
  - 癜風

### 腟坐剤
ミコナゾール硝酸塩腟坐剤としての適応症
- カンジダ腟炎・外陰腟炎

### 経口
ミコナゾール経口剤としての適応症
- 口腔カンジダ症、食道カンジダ症

### 注射剤
ミコナゾール注射剤としての適応症
- クリプトコックス、カンジダ、アスペルギルス、コクシジオイデスによる真菌血症、肺真菌症、消化管真菌症、尿路真菌症、真菌髄膜炎

## 禁忌
経口剤と注射剤は、ワルファリン、ピモジド、キニジン、トリアゾラム、シンバスタチン、アゼルニジピン、ニソルジピン、ブロナンセリン、エルゴタミン、ジヒドロエルゴタミン、リバーロキサバン、アスナプレビルと薬物相互作用を起こすので、これらの薬を投与中の患者は使用してはならない。

## 副作用
注射剤では以下のような重大な副作用が現れる場合がある。
1. ショック、アナフィラキシー様症状（頻度不明）
2. 肝機能障害（5%未満）、黄疸（頻度不明）
3. 急性腎不全（頻度不明）
4. QT延長、心室性不整脈（心室性期外収縮、心室頻拍等）（頻度不明）
5. 汎血球減少、白血球減少、血小板減少（頻度不明）

投与経路別の副作用発現率は、クリーム：0.80%、腟坐剤：0.19%、経口ゲル：2.7%、注射剤：12.9%である。